# ガッツdaレディオ!
『ガッツdaレディオ！』（ガッツ・ダ・レディオ）は、2009年4月1日 から2019年3月28日までエフエム山陰 (V-air) で放送されていたラジオ番組である。

## 概要
同年3月で終了した『〜V-tunes gate〜MIRACLE P.M.』（15:00 - 19:00）の後番組として放送開始。
自社の放送時間が大幅に短縮されたため、15時台・16時台がJFNCネット番組（flowers）に復帰した。また、『evening Navigator e-Na』以来に、17:00の日経経済ニュースと、17:05の『ラジオ劇団『小さな奇跡』』（2010年3月終了）が独立枠となった。なお、『MIRACLE P.M.』の金曜の夕方後枠は当番組ではなく『おがっちのレトロ本舗』。
2011年4月からは18時台にJFNCの『News Delivery -Evening Edition-』のネットを開始したため、16:00 - 18:00までの放送になり、それと同時に17:05 - 17:15までの枠が内包となった。
その代わり、時間変更後は18:00からの『GEORGIA Dream Catcher』が独立枠になったが、18:25からの『山陰中央新報ニュース』は内包が継続されて放送されている。そのため、『News Delivery -Evening Edition-』の放送は18:05から。
2015年以降は当番組をベースにした新春特番が放送されており、2015年と2016年は日中帯に『新春特別番組 ガッツda Hits Gマン レディオ！』『新春特別番組 ガッツdaハッピー・モンキー・レディオ！』、2017年は明けてすぐの1時から5時まで『新春特別番組 ガッツdaオールナイトレディオ！』をいずれも淡路と影山のコンビで放送。
2018年7月、それまで18時台に放送されていた『MUSIC for TOMORROW neo』の枠を吸収し拡大した。

## パーソナリティ
- 南さやか（2009年4月 - 2012年8月） - 全日担当
- 稲田茂（2012年9月 - 2013年9月） - 全日担当 → 月曜・火曜・水曜担当 → 月曜・火曜担当
- 影山さゆり（2012年10月 - 2019年3月） - 木曜担当 → 水曜・木曜担当
- 淡路祐介（2013年10月 - 2017年3月） - 月曜・火曜担当
- タケモトコウジ（2017年4月 - 2019年3月） - 月曜・火曜担当

## 放送時間
いずれも日本標準時。
- 月曜 - 木曜 17:15 - 19:00（2009年4月1日 - 2011年3月31日）
- 月曜 - 木曜 16:00 - 18:00（2011年4月4日 - 2018年6月28日）
- 月曜 - 水曜 16:00 - 18:55 / 木曜 16:00 - 18:25（2018年7月2日 - 2019年3月28日）

## タイムテーブル
- 16:00 - オープニング
- 16:25 - 
  - ガッツdaリコメンドアルバム（月曜）
  - ガッツdaシネマ（水曜）
  - ガッツdaランキング（木曜）
- 16:45 - あぐりずむ
- 16:55 - 
  - Car Life Up To You（月曜）
  - だんだんインフォメーションまつえ（火曜）
  - 朝野家香りの散歩道（水曜）
  - ECO LIFE〜幸せのヒント〜（木曜）
- 17:00 - 経済ニュース
- 17:05 - NAGASE The Standard
- 17:30 - V-Air[要検証 – ノート] Traffic Report（日本道路交通情報センターに電話を繋ぎ、松江市と鳥取市それぞれの交通情報を伝えてもらう）
- 17:35 - ラディオ・エスタディオ（火曜）
- 17:55 - エンディング